# Little Mix: The Search
Little Mix: The Search é um reality show britânico de competição musical é exibida na BBC One desde 26 de setembro de 2020. A série foi criada pela girl group britânica Little Mix, com o ato vencedor da série se juntando a eles na Summer 2020 Tour.

## Sinopse
As Little Mix comandarão um programa na BBC que vai formar uma nova banda, O grupo poderá ser todo feminino, todo masculino ou misturado e a banda vencedora vai ganhar uma plataforma de carreira para o seu lançamento.

## História
A ideia de Little Mix: The Search foi anunciada em outubro de 2019, quando as inscrições para o programa foram abertas. As inscrições foram encerradas em 10 de janeiro de 2020, e as filmagens começaram no final do mês.
A premissa de The Search é que a girl group britânica Little Mix forme uma nova banda, e o vencedor apoiará o grupo na Confetti Tour, no ano de 2021. Originalmente, o grupo vencedor acompanharia Little Mix na Summer 2020 Tour,  cancelada devido à pandemia do Covid-19. 
Os vencedores foram a banda vocal e instrumental Since September, constituído por Harry Holles, Jacob Fowler, Matthew Nolan e Patrick Ralphson.